# 斯塔尼斯拉維夫卡 (卡緬涅茨-波多利斯基區)
48°38′2″N 26°44′13″E / 48.63389°N 26.73694°E
斯塔尼斯拉維夫卡（烏克蘭語：Станіславівка），是烏克蘭的村落，位於該國西部赫梅利尼茨基州，由卡緬涅茨-波多利斯基區負責管轄，始建於1846年，面積0.37平方公里，2001年人口113。